# Fidelity China Special Situations
Fidelity China Special Situations plc ist eine britische Investmentgesellschaft mit Sitz in London.
Das Ziel des Unternehmens ist es, langfristiges Kapitalwachstum zu generieren durch Wertpapiere von börsennotierten und nicht börsennotierten Unternehmen in China sowie chinesischen Unternehmen, die in anderen Ländern notiert sind. Es ist auch möglich, in Unternehmen mit erheblichen Beteiligungen in China zu investieren. Das Portfolio umfasst in der Regel bis zu 100 Titel. Der Trust kann auch bis zu 15 % des Portfolios in nicht börsennotierte Unternehmen investieren.
Im Dezember 2023 beliefen sich die verwalteten Mittel auf insgesamt ca. 1,38 Milliarden Pfund.
Der Fondsmanager des Trusts ist Dale Nicholls von Fidelity International. Er sieht mehr Chancen bei kleinen und mittleren Unternehmen.
Das Unternehmen ist an der Londoner Börse gelistet und Teil des FTSE 250 Index.